# (33655) Sumathipala
1999 JT88 (asteroide 33655) é um asteroide da cintura principal. Possui uma excentricidade de 0.12155620 e uma inclinação de 7.64384º.
Este asteroide foi descoberto no dia 12 de maio de 1999 por LINEAR em Socorro.